# Монтсерат на Светском првенству у атлетици на отвореном 2015.
Монсерат је учествовао на Светском првенству у атлетици на отвореном 2015. одржаном у Пекингу од 22. до 30. августа дванаести пут. Репрезентацију Монсерата представљао је један такмичар који се такмичио у трци на 200 метара.,
На овом првенству Монсерат није освојио ниједну медаљу, нити је постигнут неки рекорд.

## Учесници
- Џулијус Морис — 200 м

## Резултати

### Мушкарци
| Атлетичар     | Дисциплина | Лични рекорд | Квалификације | Квалификације | Полуфинале           | Полуфинале           | Финале               | Финале       | Детаљи |
| Атлетичар     | Дисциплина | Лични рекорд | Резултат      | Место         | Резултат             | Место                | Резултат             | Место        | Детаљи |
| ------------- | ---------- | ------------ | ------------- | ------------- | -------------------- | -------------------- | -------------------- | ------------ | ------ |
| Џулијус Морис | 200 м      | 20,45 НР     | 20,56         | 5. у гр. 3    | Није се квалификовао | Није се квалификовао | Није се квалификовао | 35 / 54 (60) |        |